# Haydé
Haydé (eigentlich: Haydé Ardalan; * 1956 in Köln) ist eine Kinderbuchautorin, Comiczeichnerin und Illustratorin, die vor allem mit der von ihr geschaffenen Figur des Katers Milton erfolgreich ist.

## Leben & Werk
Haydé Ardalan wurde 1956 in Köln in eine iranische Diplomatenfamilie geboren. Ab 1978 absolvierte sie ein Grafikdesign-Studium an der Ecole d'Art visuel in Lausanne und arbeitete als Assistentin und Mitarbeiterin für einen Grafikdesigner. Außerdem arbeitete sie zehn Jahre als Illustratorin für die ehemalige Schweizer Wochenzeitung L’Hebdo. Außerdem ist sie langjährige Designerin der Plakate für das Petit Théâtre de Lausanne und arbeitet für die Stadtverwaltung Lausanne im Bereich Kinder und öffentliche Gesundheit.
1997 entwickelte sie – nach dem Vorbild ihres eigenen Katers und als Hommage an den amerikanischen Grafikdesigner Milton Glaser – die Comicfigur Milton, und veröffentlichte bei Edition Joie de lire das erste Kinder-Album mit dem Titel Moi, Milton (dt. Gestatten, Milton). Milton ist ein schwarzweißer Stadtkater „der nicht wie andere Katzen ist“. Die Alben wurden ein unmittelbarer Publikumserfolg, in zahlreiche Sprachen übersetzt (darunter Spanisch, Japanisch, Niederländisch) und mit Literaturpreisen ausgezeichnet.
Bis 2003 folgten weitere Titel, insgesamt sechs, bevor Haydés Arbeit stockte: zunächst starben ihre Eltern in Teheran, dann ihre Lektorin Anne Salem-Marin bei Joie de lire, und schließlich musste sie auch den Tod ihres Original-Milton hinnehmen, der 17 Jahre alt geworden war.
Erst 2010 kam Haydé wieder mit einem – stilistisch ganz anderen – Milton-Album heraus: komplett in Schwarzweiß gehalten, als Comic mit einzelnen Panels unter dem Titel La fugue de Milton, in dem sie eine Ausreißergeschichte mit Milton erzählt. Das Album hatte sie noch gemeinsam mit Salem-Marin begonnen, es aber dann jahrelang nicht fertiggebracht, es abzuschließen und zu veröffentlichen.

## Auszeichnungen
- 1997: Les plus beaux livres de la Suisse für Moi, Milton[6]

## Publikationen (Auswahl)

### Originalausgaben

#### Alben
- Moi, Milton (1997). Genève: Éd. La Joie de lire, 1997, ISBN 2-88258-095-9. Réimpr. 06/2007
- Milton et le corbeau. Genève: Éd. La Joie de lire, 2007, ISBN 2-88258-392-3
- Milton chez le vétérinaire. Genève: Éd. La Joie de lire, 1998, ISBN 2-88258-124-6
- Le Noël de Milton. Genève: Éd. La Joie de lire, 1999, ISBN 2-88258-157-2
- Mais où est passé Milton ? Genève: Éd. La Joie de lire, 2001, ISBN 2-88258-176-9
- Les Vacances de Milton. Genève: Éd. La Joie de lire, 2003, [36] p. ISBN 2-88258-262-5
- Milton au musée / Gabriel Umstätter; Haydé. Genève: Éd. La Joie de lire, 2010, 42 p. ISBN 978-2-88908-031-1
- Milton, quand j'étais petit. Genève: Éd. La Joie de lire, 2012, [36] p. ISBN 978-2-88908-123-3
- Que fait Milton ? Genève: Éd. La Joie de lire, 2017, [16] p. ISBN 978-2-88908-381-7

#### Comic
- La Fugue de Milton. Genève : Éd. La Joie de lire, 2010, 36 p. (Collection somnambule). ISBN 978-2-88258-411-3

### Auf Deutsch erschienen
- Gestatten, Milton. Gerstenberg, Hildesheim 2007, ISBN 978-3-8067-5169-7 (französisch: Moi, Milton. Übersetzt von Kathrin Jockusch).
- Wo steckt Milton? Gerstenberg, Hildesheim 2007, ISBN 978-3-8067-5170-3 (französisch: Mais où est passé Milton? Übersetzt von Kathrin Jockusch).
- Milton feiert Weihnachten. Gerstenberg, Hildesheim 2007, ISBN 978-3-8067-5171-0 (französisch: Le Noe͏̈l de Milton. Übersetzt von Kathrin Jockusch).
- Ein Wort ein Bild von Haydé. Joie de Lire, Genève 2008, ISBN 978-2-88258-461-8 (französisch: L'imagier de Haydé.).